# Kocsi Major István
Kocsi Major István (Kocs, ? – Szőny, 1744. november 28.) a Dunántúli Református Egyházkerület püspöke 1722-től haláláig. Kocsi Major Ferenc lelkész öccse.

## Életútja
Tanult Debrecenben, ahol 1698. február 27-én iratkozott be a felsőbb osztályok növendékének. Innen külföldre ment, s 1703. október 21-én a franekeri, 1704. október 7-én az odera-frankfurti egyetemnek lett hallgatója. Hazájába valószínűleg 1705-ben jött vissza. 1716 márciusáig Naszályon lelkészkedett, s ezalatt 1713-ban esperessé választották a tatai egyházmegyébe. Egyházkerületi főjegyző is volt, míg 1722 júliusában már mint Naszályról eljötte óta szőnyi lelkésszel, vele töltötte be a samarjai egyházkerület a két évnél több időtől fogva üresen álló püspöki hivatalt. Minthogy ez az egyházkerület a második Carolina Resolutio értelmében 1736 júniusában egyesült a dunántúlival, az ekképpen létrejött új kerületnek ő lett a püspöke, de ugyanakkor letette az eddig megtartott esperesi tisztet.
Műve: De viro germine (Zak. VI. 12.). (Debrecen, 1703)
Ferenc bátyjával együtt respondens volt a „De scriptura sacra” (1705.) tartott vitán. – Nagyapja volt Nagy Sámuel ágensnek.